# فینال جام حذفی فوتبال ایران ۱۳۹۷
فینال جام حذفی فوتبال ایران ۱۳۹۷، رقابتی است که در سال ۱۳۹۷ بین دو تیم باشگاه فوتبال استقلال تهران و باشگاه فوتبال خونه به خونه بابل در ورزشگاه نفت و گاز اروندان خرمشهر، خرمشهر برگزار شد که در نهایت به قهرمانی استقلال منجر شد. این هفتمین قهرمانی استقلال در جام حذفی ایران بود . این بازی به صورت تک حذفی در ورزشگاه نفت و گاز اروندان خرمشهر برگزار شد.

## مسیر تا فینال
گل‌های فینالیست‌ها در سمت راست آمده‌اند.
| استقلال   | استقلال | استقلال       | مرحله           | خونه به خونه    | خونه به خونه           | خونه به خونه  |
| --------- | ------- | ------------- | --------------- | --------------- | ---------------------- | ------------- |
| حریف      | نتیجه   | میزبان/میهمان | مرحله حذفی      | حریف            | نتیجه                  | میزبان/میهمان |
| گل‌گهر     | ۲–۱     | میهمان        | یک‌شانزدهم نهایی | راه‌آهن          | ۲–۱                    | میهمان        |
| نساجی     | ۲–۱     | میزبان        | یک‌هشتم نهایی    | سیاه‌جامگان      | ۰ (۳) – (۲) ۰ (پنالتی) | میزبان        |
| ایران‌جوان | ۳–۰     | میزبان        | یک‌چهارم نهایی   | گسترش فولاد     | ۲–۰                    | میزبان        |
| صنعت نفت  | ۲–۱     | میهمان        | نیمه نهایی      | استقلال خوزستان | ۳–۱                    | میهمان        |

## پیش از بازی
- غایبین خونه به خونه بابل: ۱-ناصر سالاری ۲-حمید دیوسالار ۳-فرشاد فرجی ۴-مهدی حنفی ۵-سجاد آشوری ۶-مهدی خیری ۷-روح‌الله باقری ۸-مجتبی رمضانی ۹-هادی خیری ۱۰-سید محمد میری
- غایبین استقلال تهران: ۱-میلاد زکی‌پور ۲-داریوش شجاعیان
- پس از اینکه خونه به خونه به دلیل تفاضل گل کمتر از صعود به لیگ برتر بازماند، حسن‌زاده مالک این تیم در نامه ای رسماً از بازی کناره‌گیری کرد اما فشارهای سازمان لیگ بالاخره جواب داد و آنها بازی را انجام دادند و ۱–۰ مغلوب استقلال شدند تا جام حذفی هم از دست آنها بپرد.
- محسن کریمی تنها بازیکن مصدوم استقلال است که قادر به همراهی تیمش در این دیدار نبود.
- نیمکت‌نشینان استقلال را سید حسین حسینی، آرمین سهرابیان، فرشید باقری، حسین حیدری، فردین نجفی، بهنام برزای، بویان نایدونوف، جابر انصاری و علی قربانی تشکیل می‌دهند ولی برخلاف آبی پوشان که ۹ بازیکن ذخیره دارند، روی نیمکت خونه به خونه تنها ۶ بازیکن به نام‌های میلاد ابطحی، سینا قنبرپور، رضا منصوری، محمدحسین باباگلی، رضا معقولی و بابامحمدی نشسته‌بودند.
- زکی‌پور و شجاعیان با وجود محرومیت همراه استقلال به خرمشهر سفر کردند.
- بیشتر ظرفیت ورزشگاه نفت و گاز اروندان را هواداران استقلال تشکیل داده‌بودند ولی تماشاگران اندک خونه به خونه نیز در استادیوم حضور دارند که از ابتدای حضورشان به انتقاد از فدراسیون فوتبال پیرامون اتفاقات هفته پایانی لیگ یک پرداختند.[۱]

## بازی

### گزارش
شاگردان شفر بازی را هجومی آغاز کردند و در آستانه رسیدن به گل در همان دقایق ابتدایی بودند که شوت حیدری ثمری نداشت، اما در ادامه به مرور زمان خونه به خونه نمایش بهتری ارائه داد و سوار بر بازی شد؛ زدن شوت‌های از راه دور یکی از اصلی‌ترین برنامه‌های خونه به خونه برای رسیدن به گل بود که ثمری نداشت اما آبی پوشان که نفوذ از سمت راست زمین را جزو تاکتیک‌های اصلی گذاشته بودند، توانستند در دقیقه ۳۵ با ارسال خسرو حیدری و ضربه مامه تیام به گل برسند؛ شوت‌زنی از پشت محوطه هم یکی دیگر از روش‌های استقلال برای بازکردن دروازه بابلی‌ها بود که دیگر ثمری برای این تیم نداشت؛ شاگردان اسکوچیچ هم با وجود اینکه در خط میانی خوب کار می‌کردند و تا محوطه جریمه استقلال می‌رسیدند، اما در زدن ضربات آخر دقت لازم را نداشتند تا نیمه اول با برتری یک بر صفر آبی‌ها تمام شود.
خونه به خونه شروع نیمه دوم خوبی داشت و به روش‌های مختلف شانس خود را برای رسیدن به گل امتحان ‌کرد اما راه به جایی نبرد ؛ آنها پس از سه بار شوت‌زنی راه دور روش دیگری برای رسیدن به دروازه استقلال در دستور کار قرار دادند که یک بار هم ارسال از جناحین برای آنها نتیجه داد و اگر فوق واکنش رحمتی نبود، ضربه سر آقابابایی گل تساوی را برای خونه به خونه به همراه داشت؛ استقلال در لحظات پایانی دو فرصت جدی گلزنیخلق کرد که با خوش شانسی بابلی ها به گل تبدیل نشد و در نهایت نتیجه تغییر نکرد و آبی پوشان با برتری یک بر صفر به‌عنوان قهرمانی رسیدند.

### جزئیات
| استقلال  | ۱ – ۰ | خونه به خونه |
| -------- | ----- | ------------ |
| تیام ۳۵' | گزارش |              |

| استقلال | خونه به خونه |

| استقلال:    |                |         |
|             |                |         |
| ۱           | مهدی رحمتی (ک) |         |
| ۳۳          | پژمان منتظری   |         |
| ۵           | مجید حسینی     |         |
| ۲۴          | امید نورافکن   | '۴۵     |
| ۲۱          | وریا غفوری     |         |
| ۶           | امید ابراهیمی  | '۵۲     |
| ۲۰          | سرور جباروف    |         |
| ۲۰          | خسرو حیدری     |         |
| ۴           | روزبه چشمی     | '۳۹ '۵۴ |
| ۸۸          | فرشید اسماعیلی |         |
| ۲۵          | مامه بابا تیام | '۴۳     |
| تعویض‌ها:    |                |         |
| ۹           | علی قربانی     | '۴۳     |
| ۱۴          | فرشید باقری    | '۵۴     |
|             | ایران          |         |
| سرمربی:     |                |         |
| وینفرید شفر |                |         |

| خونه به خونه:  |                   |           |
|                |                   |           |
| ۱              | میکائیل ایمن تراج |           |
| ۲              | امین حاج‌محمدی     |           |
| ۶              | وفا هخامنش        |           |
| ۱۸             | امیر منصوریان     |           |
| ۴              | محمد قریشی (ک)    |           |
| ۳۲             | محمد کریمی        | '۸۳       |
| ۸۸             | مهران امیری       |           |
| ۱۳             | محمد قاسمی‌نژاد    | '۶۲       |
| ۸              | حمید کاظمی        | '۴۵       |
| ۲۸             | نیما انتظاری      | '۸۴       |
| ۱۹             | رضا آقابابایی     | '۶۸       |
| تعویض‌ها:       |                   |           |
| ۶۹             | بابا محمدی        | '۶۸ '۹۰+۳ |
| ۶۶             | رضا معقولی        | '۸۴       |
| ۹۰             | محمدحسین باباگلی  | '۹۰+۳     |
| سرمربی:        |                   |           |
| دراگان اسکوچیچ |                   |           |

| مقامات رسمی مسابقه - کمک داورها: - حسن ظهیری - سجاد طوری - عباس راکی | قوانین بازی - ۹۰ دقیقه - بدون زمان اضافه یا ضربات پنالتی - تنها سه تعویض |

## پس از بازی
استقلال برای هفتمین بار موفق به قهرمانی در جام حذفی شد، بیش از هر تیم دیگری در ایران.
حضور بی حد و اندازه جیمی جامپ‌ها در حین بازی در زمین باعث شد تا همه به این فکر بیفتند مراسم قهرمانی به هم ریخته شود. اتفاقی که بالاخره هم افتاد و مراسم اهدای جام به تیم قهرمان ناقص ماند 
اسماعیل بهاروند هوادار استقلالی بود که در ورزشگاه خرمشهر و در پی سنگ پرانی از سوی تماشاگران بابلی با ضایعه در محدوده چشم راست روبرو شد

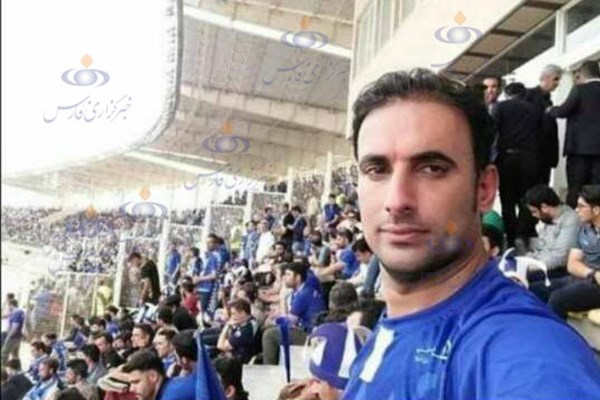
اسماعیل بهداروند قبل در ورزشگاه قبل از شروع بازی
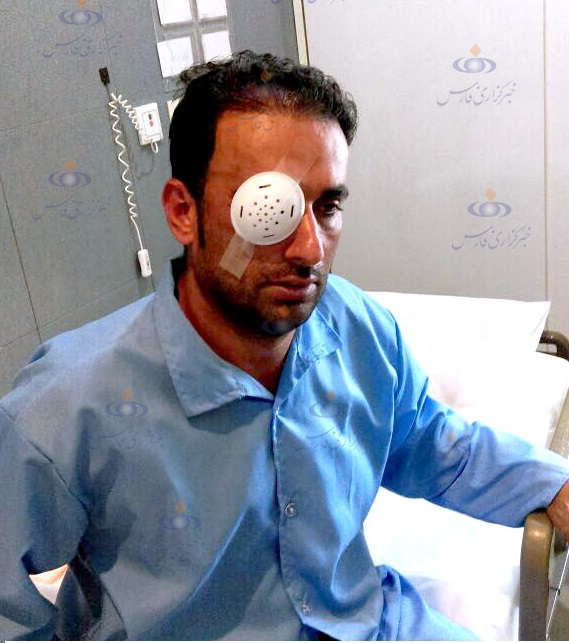
اسماعیل بهداروند چند روز بعد از حادثه در بیمارستان